# Апанасович Дмитро Мар'янович
Дмитро Мар'янович Апанасович (біл. Зміцер Мар'янавіч Апанасовіч, позивний Терор, нар. 15 серпня 1989, Сморгонь, БРСР — пом. 25 березня 2022, Ірпінь, Україна) — боєць доброволець білоруського батальйону (зараз полк) імені Кастуся Калиновського, командир відділення, учасник бойових дій у період повномасштабного вторгнення Росії в Україну. Отримав смертельне поранення, захищаючи Київ.

## Біографія
Народився 15 серпня 1989 року у місті Сморгонь. В юнацтві захопився спортом: займався рукопашним боєм і ходив до тренажерного зала. Ще одним захопленням Дмитра була скандинавська культура та міфологія.
У 2013—2014 роках проходив строкову службу в 38-ї окремої гвардійської десантно-штурмовій бригаді Сил спеціальних операцій Збройних сил Республіки Білорусь у Бресті. Знав снайперську справу.
Через декілька років після демобілізації переїхав до Польщі, де працював водієм далекобійником.
У 2020 році ненадовго приїхав у Білорусь, де брав участь у протестах проти фальсифікації виборів президента: з групою однодумців він моніторів дії правоохоронців, евакуював поранених. Коли ідея мирного протесту цілком вичерпала себе, але протести так і не перейшли у силове протистояння, Дмитро повернувся до Варшави, де продовжив працювати у сфері вантажних перевезень.
Востаннє приїжджав у Білорусь відвідати батьків незадовго до повномасштабного російського вторгнення в Україну.
24 лютого 2022 року Дмитро був у рейсі в Латвії, звідки терміново повернувся до Польщі, щоб йти захищати Україну. Про своє рішення він не повідомив ні батькам, ні сестрі. З першою групою білоруських добровольців у березні 2022 він виїхав з Варшави у Львів, а звідти у Київ, де став бійцем білоруської роти, на основі якої потім сформувався полк імені Кастуся Калиновського.
Завдяки наявності військового досвіду був прийнятий у бойовий взвод, пройшов прискорену підготовку і був направлений як командир відділення у місто Ірпінь під Києвом з бойовою задачею забезпечити безпеку мінометного розрахунку, а потім зміцнити дільницю фронту в районі Військового шпиталю. Перший бій білоруських добровольців тривав більше за 6 днів.
24 березня по позиціях білоруських добровольців в Ірпені працювала російська артилерія, а також важка бронетехніка. Коли розпочався обстріл, Дмитро віддав наказ бійцям свого відділення відійти в укриття. У цю мить будинок, де знаходилися білоруські бійці, було обстріляно з основної 100-мм гармати БМП-3. Дмитро, який ішов останнім, отримав важке осколкове поранення в області лопатки. Стан вдалося стабілізувати. Під постійними обстрілами його було доставлено у шпиталь. Лікарні майже добу змагалися за життя воїна, однак поранення виявилося несумісним з життям.
25 березня 2022 року Дмитро «Терор» Апанасович помер.

## Нагороди
- Медаль «За бойові заслуги» (Головне управління розвідки Міністерства оборони України; 2022, посмертно)[6][7]
- Медаль ордена Погоні (Рада Білоруської Народної Республіки; 2022, посмертно)[8]

## Вшанування пам'яті
На честь Дмитра «Терору» Апанасовича був названий білоруський добровольчий батальйон Терор.